# Креспос (Авіла)
Креспос (ісп. Crespos) — муніципалітет в Іспанії, у складі автономної спільноти Кастилія-і-Леон, у провінції Авіла. Населення — 571 особа (2010).
Муніципалітет розташований на відстані близько 120 км на північний захід від Мадрида, 31 км на північний захід від Авіли.
На території муніципалітету розташовані такі населені пункти: (дані про населення за 2010 рік)
- Креспос: 444 особи
- Чаерреро: 84 особи
- Паскуальгранде: 43 особи

## Демографія
Динаміка населення (INE ):